# رولز-رویس آربی۳۰۱۱
رولز-رویس آربی۳۰۱۱ (به انگلیسی: Rolls-Royce RB3011) یک موتور هواگرد ساختِ کارخانهٔ رولز-رویس هولدینگز در کشور بریتانیا است . 